# Штепсель женит Тарапуньку
«Штепсель женит Тарапуньку» — советский комедийный художественный фильм.

## Краткое содержание
Регулировщик Тарапунька познакомился с Галей ещё во время Великой Отечественной войны.
О своей любви к милой девушке с редкой и необычной фамилией — Суматоха — он поведал единственному другу Штепселю. Чрезмерная робость помешала Тарапуньке объясниться с Галей. Когда кончилась война, Галя приехала в Киев, чтобы принять участие в Олимпиаде самодеятельности. Тарапунька вновь увидел любимую девушку, но случай опять помешал объясниться влюблённым. Приняв остроумных ребят за эстрадных артистов, жюри включает их выступление в первый концерт. Штепсель берётся устроить женитьбу друга, но его попытка терпит неудачу, а концерт заканчивается провалом. Друзья начинают серьёзно готовиться ко второй программе. Выступление проходит успешно и Тарапунька объясняется, наконец, Гале в любви.
За первый год проката в СССР фильм посмотрели 30 млн зрителей.

## В ролях
- Ефим Березин — Штепсель
- Юрий Тимошенко — Тарапунька
- Таисия Литвиненко — Галя Суматоха
- Майя Мушкина — Маруся Дударик
- Владимир Дальский — Гаврила Гаврилович Бутыльченко
- Нонна Копержинская — тётя Вустя
- Николай Яковченко — комендант
- Надежда Самсонова — Жозя Венестка, модистка
- Виктор Халатов — Бриллиантов
- Клавдия Хабарова — телережиссёр и жена
- Александр Хвыля — генерал Запорожченко
- Павел Шпрингфельд — автомоделист
- Григорий Тесля — Прокоша

## Съёмочная группа
- Автор сценария:
- Режиссёр:
  - Е. Березин
  - Ю. Тимошенко
- Оператор: Николай Топчий

## Оценки
В 1958 году журнал «Советский экран» впервые провёл опрос читателей на тему лучших и худших фильмов года. По итогам опроса читателей, «Штепсель женит Тарапуньку», в прокате показавший хороший результат (30 млн зрителей за первый год демонстрации — 14-е место из картин, вышедших в том же году), попал в тройку худших фильмов года наряду с лентами «Девушка с гитарой» и «К Чёрному морю».